# Georges Coppens
Georges Coppens is een personage uit de Vlaamse soapserie Wittekerke dat werd gespeeld door Arnold Willems. Hij was van begin tot eind te zien, van 1993 tot 2008.

## Personage
Georges is de politiechef van Wittekerke. Zijn vriendin is Magda, later trouwen ze en wordt Georges burgemeester. Wanneer Magda sterft stort zijn leven in. Gelukkig is Angèle daar om hem te troosten en na een tijdje beginnen de twee een relatie.

## Familie
- Katrien Coppens (dochter)
- Paula Sneyers (ex-vrouw)
- Magda Vermander (overleden vrouw)